# Palaeoneura interrupta
Palaeoneura interrupta är en stekelart som beskrevs av Waterhouse 1915. Palaeoneura interrupta ingår i släktet Palaeoneura och familjen dvärgsteklar. Inga underarter finns listade i Catalogue of Life.